# 今井れん
今井 れん（いまい れん、1992年4月29日 - ）は、日本の女優。旧芸名、今井 咲貴（いまい さき）。
兵庫県出身。coeurプロダクション所属。

## 出演

### テレビドラマ
- 共犯者（2015年9月30日、テレビ東京） - 野沢香奈 役[注 1][3]
- 水族館ガール（2016年6月17日 - 9月2日、NHK総合） - 塩田舞美 役
- 釣りバカ日誌 Season2〜新米社員 浜崎伝助〜 第2話（2017年4月28日、テレビ東京）[4]
- 沈黙法廷 第四話・最終話（2017年10月15日・22日、WOWOW） - 堀真奈美 役
- 片想い 第一話 - 第五話（2017年10月21日 - 11月18日、WOWOW） - みずほ 役
- 捜査会議はリビングで!第2回・第3回・第6回・最終回（2018年7月22日・29日・8月19日・9月2日、NHK BSプレミアム） - 遠藤千奈美 役[5]
- 盤上のアルファ　～約束の将棋～2019年2月3日OA-二宮麻美役

### 映画
- CUTIE HONEY -TEARS-（2016年10月1日） - 清瀬由紀子 役[6]
- 吟ずるものたち　(2021年公開)-直子役

### 舞台
- GS近松商店（2015年9月27日 - 10月14日、新歌舞伎座） - 千夏 役[注 1][7]
- おばけながや（2016年7月4日 - 24日、中日劇場） - お千代 役[8]
- BIOHAZARD THE Experience（2017年2月10日 - 26日、Zeppブルーシアター六本木 / 3月4日・5日、新神戸オリエンタル劇場） - アベ 役[9]
- 雲のむこう、約束の場所（2018年4月20日 - 24日、東京国際フォーラム / 5月2日、NHK大阪ホール） - 芦崎麻津子 役[10]

### イベント
- FUKUOKA ASIA COLLECTION 2015 SPRING‐SUMMER（2015年3月22日、福岡国際センター）
- FUKUOKA ASIA COLLECTION 2019 SPRING‐SUMMER（2019年3月24日、福岡国際センター）